# A Fine Day to Exit
A Fine Day to Exit — шестой студийный альбом британской рок-группы Anathema, выпущенный в 2001 году лейблом Music for Nations.

## Об альбоме
После завершения композиции Temporary Peace можно слышать как по берегу моря идёт человек и разговаривает сам с собой о цыплятах, кошках, собаках и т. д. Идея вставки подобного разговора принадлежит ударнику Джону Дугласу, который и записал этот семпл. После этого ещё идёт в качестве скрытого трека песня, которую исполняет Джон Дуглас, а называется она In the Dog’s House.

## Список композиций
1. «Pressure» — 6:44
2. «Release» — 5:47
3. «Looking Outside Inside» — 6:23
4. «Leave No Trace» — 4:46
5. «Underworld» — 4:09
6. «Barriers» — 5:53
7. «Panic» — 3:30
8. «A Fine Day to Exit» — 6:49
9. «Temporary Peace» — 18:46
10. «In The Dog’s House» — 3:00[2]

## Участники записи
- Винсент Кавана — вокал, гитара
- Дэниел Кавана — гитара, клавишные, бэк-вокал
- Лес Смит — клавишные, программирование
- Дэйв Пабс — бас
- Джон Дуглас — ударные
- Ли Дуглас — гостевой женский вокал